# Lucas Ribeiro
Pour les articles homonymes, voir Santos (homonymie).
Lucas Ribeiro, de son nom complet Lucas Ribeiro dos Santos, est un footballeur brésilien né le 19 janvier 1999 à Salvador. Il évolue au poste de défenseur central au Goiás EC.

## Biographie

### En club
Figurant parmi les révélations du football brésilien avec l'EC Vitória, il signe en 2019 en faveur du club allemand du Hoffenheim, club où ont notamment été révélés en Europe ses compatriotes Luiz Gustavo et Roberto Firmino.

### En sélection nationale
Avec les moins de 20 ans, il participe au championnat sud-américain des moins de 20 ans en 2019. Lors de cette compétition organisée au Chili, il ne joue qu'une seule rencontre, face à l'Uruguay.